# Ludovic Lalanne
Pour les articles homonymes, voir Lalanne.
Ludovic Lalanne, à l'état civil Marie-Ludovic Chrétien-Lalanne, né le 23 avril 1815 à Paris et mort dans cette même ville le 16 mai 1898, est un historien, archiviste et bibliothécaire français.

## Biographie
Ludivic Lalanne nait en 1815 dans une famille royaliste et pieuse. Son père, François Julien Louis Chrétien, docteur en médecine, obtient par un jugement de 1820 de pouvoir ajouter à son nom celui de sa première épouse, ce qui donne Chrétien-Lalanne. Ses enfants, issus d'un second mariage, conservent dans l'usage le second patronyme (Chrétien se voit parfois transformé en prénom auxiliaire).
Élève au lycée Louis-le-Grand, il affiche dès ses 15 ans des convictions nettement républicaines, à la suite de son frère aîné de 4 ans, Léon Lalanne, qui participe aux journées de juillet 1830 alors qu'il est élève à l'École polytechnique.
Ludovic Lalanne entre à l’École royale des chartes, dont il sort en 1841 avec le diplôme d'archiviste paléographe, puis poursuit une carrière d'archiviste, d'historien et de littérateur. Il est nommé en 1895 à la bibliothèque de l'Institut, dont il devient un an plus tard le bibliothécaire.
Il joue un rôle important, en tant qu'expert dans l'affaire Libri, une affaire de vols de manuscrits et de livres rares qui fait grand bruit dans la seconde moitié du XIXe siècle (voir Guglielmo Libri Carucci dalla Sommaja#Vol de livres).
Paul Dupuy utilise son témoignage pour sa biographie du mathématicien et militant républicain Évariste Galois.
Il fut membre résidant du Comité des travaux historiques et scientifiques, archiviste de la Société de l'École des chartes et président de la Société de l'histoire de France.
En 1881, il reçoit le prix Archon-Despérouses.

## Publications
Ludovic Lalanne a publié de nombreux travaux (parfois en collaboration) dont :
- Essai sur le feu grégeois et sur la poudre à canon, 1845.
- Les Pèlerinages en Terre Sainte avant les Croisades, 1845.
- Curiosités littéraires, 1845.
- Curiosités bibliographiques, 1845.
- Curiosités des traditions, des mœurs et des légendes, 1847.
- Journal d'un bourgeois de Paris sous François Ier (1515-1536), 1854.
- Curiosités philologiques, géographiques et ethnologiques, 1855.
- Les Tragiques d'Agrippa d'Abigné, 1857.
- Mémoires de Marguerite de Valois, 1858.
- Curiosités biographiques, 1858.
- Œuvres de Malherbe, 1862.
- Dictionnaire historique de la France, 1872-1877.
- Lexique des Œuvres de Brantôme, Paris, Imprimerie A. Lahure, 1880, 236 p. (lire en ligne). Reproduction en fac-similé : Lexique des Œuvres de Brantôme, Genève, Slatkine, 1970, 236 p.
- Mémoires de Roger de Rabutin, comte de Bussy, 1882.
- Le Livre de fortune de Jehan Cousin, recueil de deux cents dessins inédits, 1883.
- Œuvres complètes de Pierre de Bourdeille, seigneur de Brantôme, 1864-1882.
- Journal du voyage du Cavalier Bernin en France, 1885.
- Œuvres de Lagrange, 1892.
- Brantôme, sa vie, ses écrits, Paris, Librairie Renouard / H. Laurens, 1896, II-384 p. (présentation en ligne, lire en ligne)Reproduction en fac-similé : Brantôme, sa vie, ses écrits, Genève, Slatkine, 1971, 384 p. (lire en ligne).
- Lalanne a également réalisé l'inventaire des manuscrits de la Bibliothèque de l'Observatoire de Paris